# Arena Tour
Tournées par Indochine
Central Tour
Arena Tour est une tournée du groupe français Indochine, organisée pour promouvoir leur quatorzième album studio, Babel Babel, sorti le 7 septembre 2024. Elle s’est déroulée du 31 janvier 2025 au 4 Mars 2026 à travers la France, la Belgique et la Suisse, avec 104 concerts et près d' 1 000 000 de spectateurs attendus.

## Contexte
Le 6 septembre 2024, le groupe annonce sur le plateau de Quotidien la sortie du nouvel album Babel Babel et une nouvelle tournée, intitulée Arena Tour. La première partie de la tournée commence le 31 janvier 2025 à Aix-en-Provence, avec deux concerts par ville. Le 5 février 2025, une seconde vague de dates est annoncée pour l'automne et l'hiver 2025–2026.

## Setlist type (exemple d’un concert)
La setlist suivante est représentative des concerts de l’Arena Tour, notamment lors des dates de janvier/février 2025 :
1. Showtime
2. Babel Babel
3. L’Amour Fou
4. Ma Vie est à Toi
5. Victoria
6. Le Chant des Cygnes
7. La Belle et la Bête
8. Sanna sur la Croix
9. Annabelle Lee
10. Les Nouveaux Soleils
11. Seul au Paradis
12. Salômbo
13. Electrastar
14. Canary Bay
15. Miss Paramount
16. Punker
17. J’ai Demandé à la Lune
18. Le Lac
19. Un Été Français
20. Alice & June
21. La Vie est à Nous

Rappel :
1. Des Fleurs pour Salinger
2. Trois Nuits par Semaine

Session acoustique :
1. Kao Bang
2. La Vie est Belle
3. Song for a Dream

Second rappel :
1. L’Aventurier
2. En Route vers le Futur

## Liste des concerts
| Date              | Ville            | Salle                        | Pays     | Affluence        |
| ----------------- | ---------------- | ---------------------------- | -------- | ---------------- |
| 28 janvier 2025   | Aix‑en‑Provence  | Aréna du Pays d'Aix          | France   | Complet (6 800)  |
| 29 janvier 2025   | Aix‑en‑Provence  | Aréna du Pays d'Aix          | France   | Complet (6 800)  |
| 31 janvier 2025   | Aix‑en‑Provence  | Aréna du Pays d'Aix          | France   | Complet (6 800)  |
| 1er février 2025  | Aix‑en‑Provence  | Aréna du Pays d'Aix          | France   | Complet (6 800)  |
| 4 février 2025    | Lyon             | LDLC Arena                   | France   | Complet (13 000) |
| 5 février 2025    | Lyon             | LDLC Arena                   | France   | Complet (13 000) |
| 7 février 2025    | Lyon             | LDLC Arena                   | France   | Complet (13 000) |
| 8 février 2025    | Lyon             | LDLC Arena                   | France   | Complet (13 000) |
| 11 février 2025   | Orléans          | Arena                        | France   | Complet (9 000)  |
| 12 février 2025   | Orléans          | Arena                        | France   | Complet (9 000)  |
| 14 février 2025   | Orléans          | Arena                        | France   | Complet (9 000)  |
| 15 février 2025   | Orléans          | Arena                        | France   | Complet (9 000)  |
| 18 février 2025   | Amnéville        | Galaxie                      | France   | Complet (10 500) |
| 19 février 2025   | Amnéville        | Galaxie                      | France   | Complet (10 500) |
| 21 février 2025   | Amnéville        | Galaxie                      | France   | Complet (10 500) |
| 22 février 2025   | Amnéville        | Galaxie                      | France   | Complet (10 500) |
| 25 février 2025   | Strasbourg       | Zénith Strasbourg Europe     | France   | Complet (7 000)  |
| 26 février 2025   | Strasbourg       | Zénith Strasbourg Europe     | France   | Complet (7 000)  |
| 28 février 2025   | Strasbourg       | Zénith Strasbourg Europe     | France   | Complet (7 000)  |
| 1er mars 2025     | Strasbourg       | Zénith Strasbourg Europe     | France   | Complet (7 000)  |
| 4 mars 2025       | Bordeaux         | Arkéa Arena                  | France   | Complet (11 000) |
| 5 mars 2025       | Bordeaux         | Arkéa Arena                  | France   | Complet (11 000) |
| 7 mars 2025       | Bordeaux         | Arkéa Arena                  | France   | Complet (11 000) |
| 8 mars 2025       | Bordeaux         | Arkéa Arena                  | France   | Complet (11 000) |
| 11 mars 2025      | Toulouse         | Zénith de Toulouse Métropole | France   | Complet (10 000) |
| 12 mars 2025      | Toulouse         | Zénith de Toulouse Métropole | France   | Complet (10 000) |
| 14 mars 2025      | Toulouse         | Zénith de Toulouse Métropole | France   | Complet (10 000) |
| 15 mars 2025      | Toulouse         | Zénith de Toulouse Métropole | France   | Complet (10 000) |
| 18 mars 2025      | Montpellier      | Arena Montpellier            | France   | Complet (14 800) |
| 19 mars 2025      | Montpellier      | Arena Montpellier            | France   | Complet (14 800) |
| 21 mars 2025      | Montpellier      | Arena Montpellier            | France   | Complet (14 800) |
| 22 mars 2025      | Montpellier      | Arena Montpellier            | France   | Complet (14 800) |
| 1er avril 2025    | Bruxelles        | ING Arena                    | Belgique | Complet (13 250) |
| 2 avril 2025      | Bruxelles        | ING Arena                    | Belgique | Complet (13 250) |
| 4 avril 2025      | Bruxelles        | ING Arena                    | Belgique | Complet (13 250) |
| 5 avril 2025      | Bruxelles        | ING Arena                    | Belgique | Complet (13 250) |
| 15 avril 2025     | Nantes           | Zénith de Nantes Métropole   | France   | Complet (8 500)  |
| 16 avril 2025     | Nantes           | Zénith de Nantes Métropole   | France   | Complet (8 500)  |
| 18 avril 2025     | Nantes           | Zénith de Nantes Métropole   | France   | Complet (8 500)  |
| 19 avril 2025     | Nantes           | Zénith de Nantes Métropole   | France   | Complet (8 500)  |
| 22 avril 2025     | Clermont‑Ferrand | Zénith d'Auvergne            | France   | Complet (8 750)  |
| 23 avril 2025     | Clermont‑Ferrand | Zénith d'Auvergne            | France   | Complet (8 750)  |
| 25 avril 2025     | Clermont‑Ferrand | Zénith d'Auvergne            | France   | Complet (8 750)  |
| 26 avril 2025     | Clermont‑Ferrand | Zénith d'Auvergne            | France   | Complet (8 750)  |
| 6 mai 2025        | Rouen            | Zénith de Rouen              | France   | Complet          |
| 7 mai 2025        | Rouen            | Zénith de Rouen              | France   | Complet          |
| 9 mai 2025        | Rouen            | Zénith de Rouen              | France   | Complet          |
| 10 mai 2025       | Rouen            | Zénith de Rouen              | France   | Complet          |
| 14 mai 2025       | Lausanne         | Vaudoise aréna               | Suisse   | Complet          |
| 16 mai 2025       | Lausanne         | Vaudoise aréna               | Suisse   | Complet          |
| 17 mai 2025       | Lausanne         | Vaudoise aréna               | Suisse   | Complet          |
| 20 mai 2025       | Reims            | Reims Arena                  | France   | Complet          |
| 21 mai 2025       | Reims            | Reims Arena                  | France   | Complet          |
| 23 mai 2025       | Reims            | Reims Arena                  | France   | Complet          |
| 24 mai 2025       | Reims            | Reims Arena                  | France   | Complet          |
| 3 juin 2025       | Douai            | Gayant Expo                  | France   | Complet          |
| 4 juin 2025       | Douai            | Gayant Expo                  | France   | Complet          |
| 6 juin 2025       | Douai            | Gayant Expo                  | France   | Complet          |
| 7 juin 2025       | Douai            | Gayant Expo                  | France   | Complet          |
| 10 juin 2025      | Dijon            | Zénith de Dijon              | France   | Complet          |
| 11 juin 2025      | Dijon            | Zénith de Dijon              | France   | Complet          |
| 13 juin 2025      | Dijon            | Zénith de Dijon              | France   | Complet          |
| 14 juin 2025      | Dijon            | Zénith de Dijon              | France   | Complet          |
| 17 juin 2025      | Paris            | Accor Arena                  | France   | Complet          |
| 18 juin 2025      | Paris            | Accor Arena                  | France   | Complet          |
| 20 juin 2025      | Paris            | Accor Arena                  | France   | Complet          |
| 21 juin 2025      | Paris            | Accor Arena                  | France   | Complet          |
| 10 octobre 2025   | Lyon             | LDLC Arena                   | France   | Complet (13 000) |
| 11 octobre 2025   | Lyon             | LDLC Arena                   | France   | Complet (13 000) |
| 15 octobre 2025   | Lyon             | LDLC Arena                   | France   | Complet (13 000) |
| 17 octobre 2025   | Lyon             | LDLC Arena                   | France   | Complet (13 000) |
| 18 octobre 2025   | Lyon             | LDLC Arena                   | France   | Complet (13 000) |
| 24 octobre 2025   | Toulouse         | Zénith de Toulouse Métropole | France   | Complet (10 000) |
| 25 octobre 2025   | Toulouse         | Zénith de Toulouse Métropole | France   | Complet (10 000) |
| 29 octobre 2025   | Dijon            | Zénith de Dijon              | France   | Complet          |
| 31 octobre 2025   | Dijon            | Zénith de Dijon              | France   | Complet          |
| 1er novembre 2025 | Dijon            | Zénith de Dijon              | France   | Complet          |
| 7 novembre 2025   | Orléans          | Arena Orléans                | France   | Complet (9 000)  |
| 8 novembre 2025   | Orléans          | Arena Orléans                | France   | Complet (9 000)  |
| 12 novembre 2025  | Clermont-Ferrand | Zénith d'Auvergne            | France   |                  |
| 14 novembre 2025  | Clermont-Ferrand | Zénith d'Auvergne            | France   | Complet (8 750)  |
| 15 novembre 2025  | Clermont-Ferrand | Zénith d'Auvergne            | France   | Complet (8 750)  |
| 21 novembre 2025  | Rouen            | Zénith de Rouen              | France   | Complet          |
| 22 novembre 2025  | Rouen            | Zénith de Rouen              | France   | Complet          |
| 26 novembre 2025  | Nantes           | Zénith de Nantes             | France   | Complet (8 500)  |
| 28 novembre 2025  | Nantes           | Zénith de Nantes             | France   | Complet (8 500)  |
| 29 novembre 2025  | Nantes           | Zénith de Nantes             | France   | Complet (8 500)  |
| 3 décembre 2025   | Bordeaux         | Arkéa Arena                  | France   |                  |
| 5 décembre 2025   | Bordeaux         | Arkéa Arena                  | France   | Complet (11 000) |
| 6 décembre 2025   | Bordeaux         | Arkéa Arena                  | France   | Complet (11 000) |
| 17 décembre 2025  | Douai            | Gayant Expo                  | France   |                  |
| 19 décembre 2025  | Douai            | Gayant Expo                  | France   | Complet          |
| 20 décembre 2025  | Douai            | Gayant Expo                  | France   | Complet          |
| 6 février 2026    | Épernay          | Millesium                    | France   | Complet          |
| 7 février 2026    | Épernay          | Millesium                    | France   | Complet          |
| 13 février 2026   | Bruxelles        | ING Arena                    | Belgique | Complet          |
| 14 février 2026   | Bruxelles        | ING Arena                    | Belgique | Complet          |
| 20 février 2026   | Strasbourg       | Zénith Strasbourg Europe     | France   | Complet          |
| 21 février 2026   | Strasbourg       | Zénith Strasbourg Europe     | France   | Complet          |
| 25 février 2026   | Paris            | Accor Arena                  | France   |                  |
| 27 février 2026   | Paris            | Accor Arena                  | France   | Complet          |
| 28 février 2026   | Paris            | Accor Arena                  | France   | Complet          |
| 3 mars 2026       | Paris            | Accor Arena                  | France   | Complet          |
| 4 mars 2026       | Paris            | Accor Arena                  | France   | Complet          |

## Réception
Le Arena Tour réunit environ 830 000 spectateurs sur 97 concerts, ce qui en fait la deuxième plus grande tournée du groupe après le Central Tour. De nombreux concerts affichent complet, certains en moins de 24 heures.